# 奥拉齐奥·圣泰利
奥拉齐奥·圣泰利（義大利語：Orazio Santelli，？—？），意大利前男子击剑运动员。他曾代表意大利参加1900年夏季奥林匹克运动会击剑比赛男子佩剑个人大师赛。